# فيرال (فلم)
فيرال (بالإنجليزية: Viral) هو فيلم خيال علمي رعب أمريكي تم إنتاجه في سنة 2016 وهو من إخراج أرييل شلومان وهنري جوست ومن سيناريو كريستوفر لاندون وبربارا مارشال وبطولة صوفيا بلاك ديليا وأنالي تيبتون و ترافيس توب وماشين غان كيلي وميخائيل كيلي. تم توزيع الفيلم عن طريق شركة ديمينشن فيلمز.

## القصة
تتكلم قصة الفيلم عن أختين ستايسي وإيما في المرحلة الإعدادية ينتقلان إلى بلدة في كاليفورنيا، وتكونان صداقات في مدرستهن الجديدة، لكنهن تكتشفان وجود دماء في المدرسة وسلوك غريب فيها، ليكتشفوا بأنه مرض غريب أصاب المنطقة.

## البطولة
- صوفيا بلاك ديليا بدور إيما دراكفورد
- أنالي تيبتون بدور ستايسي دراكفورد
- ترافيس توب بدور إيفان كلاين
- ماشين غان كيلي بدور سي جاي (كولسون بيكر)
- ميخائيل كيلي بدور مايكل دراكفورد
- جون كوثران بدور جونيور تومي
- ستوني ويستمورلاند بدور بيل
- لينزي غراي بدور غريسي ليماي
- جودين إلدر بدور السيدة تومي
- فيليب ليبس بدور غانغلي كيد
- براين هوي بدور تارا دانلي

## التقييم
لم يحصل الفيلم على إيرادات عالية. في موقع الطماطم الفاسدة حصل الفيلم على تقييم 54% بناءً على 13 مراجعة.

## وصلات خارجية
- مقالات تستعمل روابط فنية بلا صلة مع ويكي بيانات

- فيرال على قاعدة بيانات الأفلام على الإنترنت